# SN 2000dg
SN 2000dg – supernowa typu Ia odkryta 22 sierpnia 2000 roku w galaktyce M+01-01-29. W momencie odkrycia miała maksymalną jasność 17,80m.